# 湯浅ひろみ
湯浅 ひろみ（ゆあさ ひろみ、1986年6月13日 - ）は、日本の歌手、タレント、女優。
島根県出身。Front Row所属。女性アイドルユニット「星のオトメ歌劇団」の元メンバー。

## 略歴
- 2009年、Front Row所属
- 2009年11月星のオトメ歌劇団に加入。
- 2010年3月シングル「一万年の孤悲」でメジャーCDデビュー
- 2011年6月4日、星のオトメ歌劇団を卒業、ソロとして本格始動。

## バイオグラフィ

### テレビ
- 「音楽ば〜か」テレビ東京
- 「秋葉系アイドルチャンネル」（MC イジリー岡田、森下悠里）BS11
- 「アイ活!!」MUSIC JAPAN TV
- 「めっちゃ、アイドルやねん！ 」スカパーエンタ371

### ラジオ
- 『STROBE NIGHT!』（ストロボ・ナイト!）FM NACK5（水）MC土屋滋

### 配信
- 通信カラオケサイバーダム
  - 一万年の孤悲
  - キミヘエキスプレス〜地球最後の日〜
  - 涙の海で抱き締めて

- 着うた配信
  - ホシカゲシングル収録曲がすべて着うた配信中

- 有線リクエスト
  - ホシカゲ楽曲すべてが有線でリクエスト可能

### 出版
- Go Ahead Live Idol/LIVE IDOL （音楽専科社）
- Curedollキュアドール（	エイジアハウス ）
- ネクストブレイク!! ネオアイドルPERFECT FILE (扶桑社)
- 週刊プレイボーイ（集英社）
- スコラ（スコラマガジン）
- サンケイスポーツ新聞
- スポーツ報知新聞
- スポニチ新聞
- 日刊スポーツ新聞
- 東京中日スポーツ新聞

### ライブ
- TOKYO IDOL FESTIVAL 2010
- 富士スピードウェイ
- 富士急ハイランドコニファーフォレスト
- 赤坂サカスSacas広場
- 汐留AX
- 日比谷野外音楽堂
- 第30回神宮外苑花火大会、軟式球場
- よしもとプリンスシアター
- 渋谷O-EAST
- 渋谷o-west
- 原宿アストロホール
- 渋谷BOXX
- キネマクラブ
- マウントレイニアー
- 大阪CLUB Vijon
- イオンショッピングモール
- HMVインストア
- TOWER RECORDS インストア
- 石丸電気　他

### 舞台
- 【星のオトメ歌劇団】第2回舞台公演　『聖なる夜のトリックスター☆』
- 【星のオトメ歌劇団】第3回舞台公演　『ア・サ・ナ・ギ』
- 【星のオトメ歌劇団】第4回舞台公演　『The Song of Songs』
- 【星のオトメ歌劇団】第5回舞台公演　『NO RAIN NO RAINBOW』

## ディスコグラフィ
星のオトメ歌劇団リリース情報

### シングル
- 一万年の孤悲（Bellwood Records）
  - オリコン デイリーチャート 最高位19位
- キミヘエキスプレス〜地球最後の日〜（Bellwood Records）
- 涙の海で抱き締めて（Bellwood Records）

### アルバム
- ホシカゲベスト（Bellwood Records）